# Preslaven, Stara Zagora
Preslaven (în bulgară Преславен) este un sat în comuna Stara Zagora, regiunea Stara Zagora,  Bulgaria. 

## Demografie
Componența etnică a satului Preslaven
     Bulgari (76,92%)
     Romi (1,25%)
     Nicio identificare (21,82%)
     Altele (0%)
La recensământul din 2011, populația satului Preslaven era de 637 locuitori. Din punct de vedere etnic, majoritatea locuitorilor (76,92%) erau bulgari, cu o minoritate de romi (1,25%). Pentru 21,82% din locuitori nu este cunoscută apartenența etnică.